# Pseudophyllus hercules
Pseudophyllus hercules är en insektsart som först beskrevs av Heinrich Hugo Karny 1923.  Pseudophyllus hercules ingår i släktet Pseudophyllus och familjen vårtbitare. Inga underarter finns listade i Catalogue of Life.